# Замок Монанімі
Замок Монанімі (англ. Monanimy Castle, ірл. Caisleán na Moin Ainmne) — замок Мойн Айнме — один із замків Ірландії, розташований в графстві Корк, в баронстві Фермой, за 5 миль від селища Маллоу, біля річки Блеквотер (Чорна Вода). Назва замку походить від ірландської фрази, що перекладається як «болото масла».

## Історія замку Монанімі
У давні часи до англо-норманського завоювання Ірландії в 1171 році ці землі були у володіннях ірландського клану Ві Легуйре (ірл. Ui Laeghuire), що потім називався О'Лірі. На місці замку Монанімі в ті давні часи була фортеця, що називалася Дун Круада (ірл. Dun Cruadha). Назва клану — онуки Легуйре (Легайре) походить від ірландського слова «лег» — теля. Потім цими землями володіли лорди Рош, що збудували тут замок. Починаючи з середини XVII століття замком та маєтком володів аристократичний рід Нагл. Цей замок отримав у володіння сер Річард Нагл (1636—1699) — лорд-юстиціарій Ірландії, депутат та спікер парламенту Ірландії, приватний секретар короля Англії, Шотландії та Ірландії Джеймса ІІ.
У середині ХІХ столітті замок Монанімі придбав Вільям Беррі. У той час замок оцінили в 15,1 фунтів стерлінгів. Попереднім власником був Джордж Беннетт. Гаджба писав, Вільям Баррі відновив замок, що на той час прийшов до занепаду. Також він писав, що цей замок з давніх часів був у володіннях роду Нагл. Рід Баррі володів замком до 1940 років, коли замок згорів. Але потім замок відремонтували і він і досі є житловим.